# Rudolf Uttecht
Rudolf Uttecht (* 12. November 1900 in Leipzig; † 1991 in Markkleeberg) war ein deutscher Maler.

## Leben und Werk
Uttecht studierte von 1924 bis 1928 in Leipzig an der Staatlichen Akademie für graphische Künste und Buchgewerbe. Danach war er in Leipzig als freischaffender Künstler tätig. In der Zeit des Nationalsozialismus war er Mitglied der Reichskammer der bildenden Künste. Es ist für 1940 und 1942 seine Teilnahme an der Großen Leipziger Kunstausstellung im Leipziger Museum der bildenden Künste belegt. 1943 wurde sein Atelier Am Eichwinkel 22 beim Bombenangriff auf die Stadt zerstört. Uttecht nahm als Soldat der Wehrmacht am Zweiten Weltkrieg teil. Nach der Kriegsgefangenschaft arbeitete er bis zum Lebensende freischaffend in Markkleeberg. Er war Mitglied des Verbands Bildender Künstler der DDR und nahm von 1956 bis 1985 in Leipzig an sechs Bezirkskunstausstellungen teil.

## Werke (Auswahl)
- Elblandschaft … in Böhmen (1939, Öl auf Leinwand, ca. 50 × 60 cm)
- Landschaft mit Windmühle (Öl, 48 × 59 cm)
- Malerin und Modell (1952; Öl)[1][2]
- Geiger (1952; Öl)[3]
- Lesende (1952; Öl)[4]
- Arbeiterstudentin (1952; Öl)[5]